# أدريان ألكسندر هانسن
أدريان ألكسندر هانسن (بالنرويجية البوكمول: Adrian Aleksander Hansen)‏ هو لاعب كرة قدم نرويجي في مركز الدفاع، ولد في 3 سبتمبر 2001.

## وصلات خارجية
- أدريان ألكسندر هانسن على موقع اتحاد النرويج (النرويجية)
- أدريان ألكسندر هانسن على موقع قاعدة بيانات كرة القدم.إي يو (الإنجليزية)
- أدريان ألكسندر هانسن على موقع Soccerbase.com (لاعب) (الإنجليزية)
- أدريان ألكسندر هانسن على موقع Soccerway.com (الإنجليزية)